# Eurycaulis
Eurycaulis é um género botânico pertencente à família das orquídeas (Orchidaceae).